# Guerra pequot
La Guerra Pequot fue un conflicto armado entre la tribu pequot y colonos ingleses de la Bahía de Massachusetts, Plymouth y Saybrook y sus aliados de las tribus Narragansett y Mohegan, ocurrido entre 1636 y 1638 en Nueva Inglaterra y concluyó con la derrota decisiva de los Pequot. Al final, unos 700 Pequot habían sido asesinados o llevados en cautiverio. Esta tribu, como sus vecinas, había sido seriamente debilitada por epidemias de peste bubónica, viruela y hepatitis A en 1616-1619 y otra de viruela en 1633, perdiendo del 55 al 95% de su población. De 12 000 a 15 000 indios quedaban 3000 a 5000 sobrevivientes. Los pequot perdieron la guerra y quinientos a mil fueron asesinados (sólo 300 guerreros) y 500 tomados prisioneros e integrados por las tribus vecinas, otros cientos fueron vendidos como esclavos en las Indias Occidentales. Otros fueron dispersados. Los vencidos fueron casi exterminados y les tomaría casi tres siglos y medio recuperar muchas de sus tierras originales. Los mohegan y los narragansett terminarían en 1643 declarándose la guerra entre sí. 

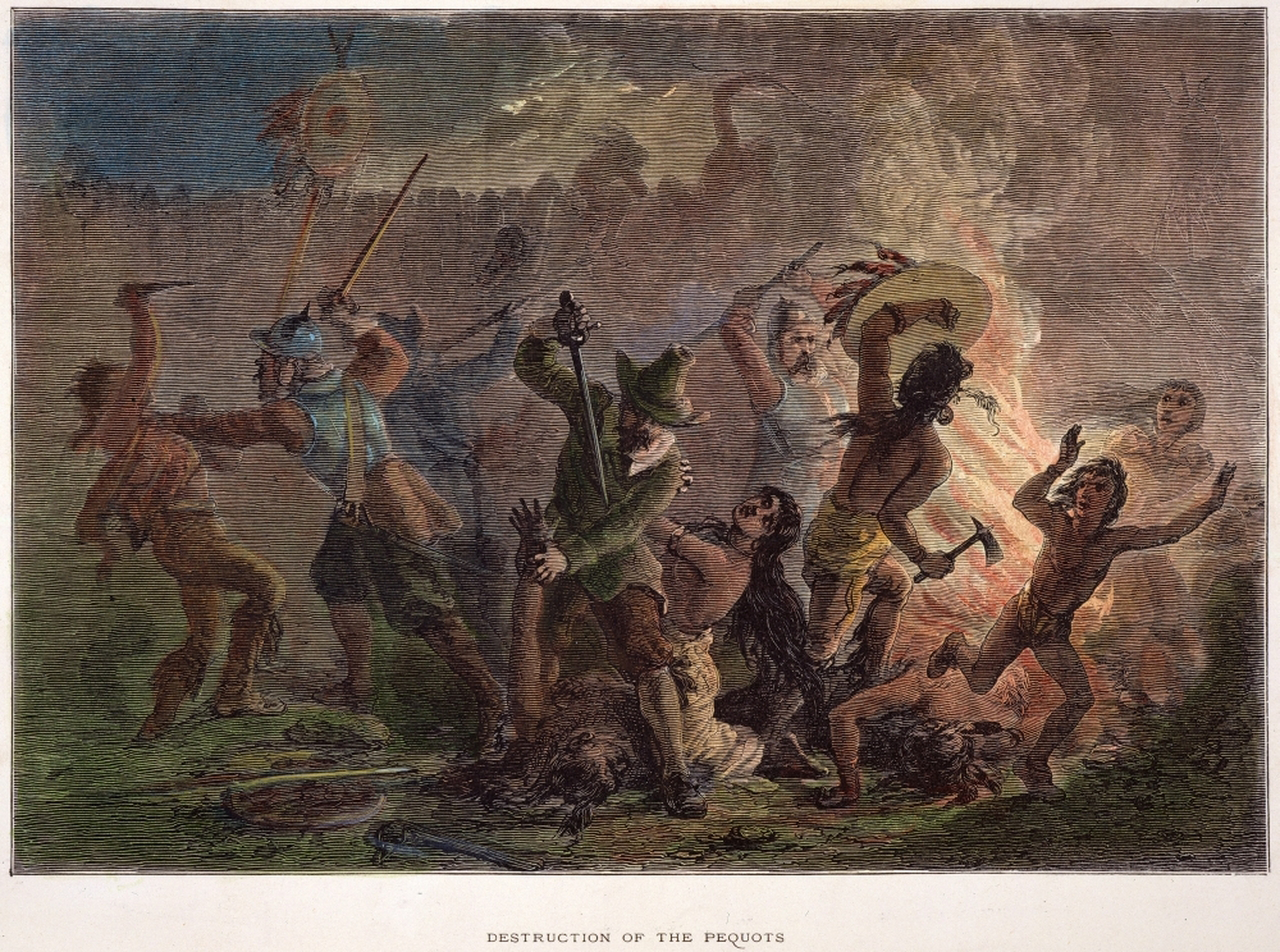
Guerra de Pequot 1637

## Etimología
El nombre "Pequot" se encuentra entre la lengua algonquina, cuyo significado ha sido cuestionado entre los especialistas en lengua algonquina. Las fuentes más recientes afirman que "Pequot" proviene de Paquatauoq (los destructores), basándose en las teorías de Frank Speck, un antropólogo de principios del siglo XX y especialista del idioma pequot-mohegan en las décadas de 1920 y 1930. Tenía dudas sobre esta etimología, creyendo que otro término parecía más plausible, después de la traducción relacionada con la "profundidad de un cuerpo de agua".